# جو بوش
جو بوش (بالإنجليزية: Joe Bush)‏ هو فنان شارع أمريكي، ولد في 1941.